# 神仙動員令
《神仙動員令》，又名《神仙老虎情》，2000年台灣電視公司八點檔電視劇，每週一至週五晚上八點播出，全劇共13集。

## 播出時間
| 頻道 | 所在地 | 播出日期 | 播出時間    |
| ---- | ------ | -------- | ----------- |
| 台視 | 臺灣   | 2000年   | 20:00~21:00 |

## 單元列表

### 第一單元
| 播出集數    | 單元 | 演員-角色 |
| 第1集-第3集 | 1    | 張佩華 - 緣道和尚 朱慧珍 - 朱八珍 王中平 - 秦看破(秦福氣) 林美照 - 歡喜娘娘 勾峰 - 陳峻威 趙永馨 - 劉夢梅 顧冠忠 - 莫雲龍 況明潔 - 陳容容 楊小黎 - 玉女、秦招弟 張宇豪 - 金童、秦招財 應曉薇 - 觀世音 黃安 - 虎神 楊雄 - 楊雄 林佳新 鄔汝彬 蔡湘宜 丁仰國 |

### 第二單元
| 播出集數        | 單元 | 演員-角色 |
| 第4集-第8前半集 | 2    | 張佩華 - 緣道和尚 朱慧珍 - 朱八珍 王中平 - 秦看破(秦福氣) 洪欣 - 古夢梅 郝劭文 - 古小樓 顧寶明 - 顧人元 張立威 - 王二六 卓勝利 - 潘剝皮 洪流 乾德門 - 至善老和尚 尤國棟 - 皇上 趙永馨 - 劉夢梅 楊小黎 - 秦招弟 張宇豪 - 秦招財 應曉薇 - 觀世音 丑妹 - 丑妹 丁仰國 - 曹天祥 陳繼宗 - 潘鑫科 呂俍慧 - 鑫科妻 廖慧珍 - 池潘雨姿 吳承翰 蔡湘宜 |

### 米粉大俠
| 播出集數         | 單元 | 單元名稱 | 演員-角色 |
| 第8後半集-第13集 | 3    | 米粉大俠 | 林偕文 - 祝威風 楊思敏 - 秋月 九孔 - 朱阿柳 施羽 - 黑熊 吳伊凰 黑豹 張靜懿 - 黑狼 王以路 - 黑狗 楊雄 - 屠夫 楊小黎 - 祝小薇 張宇豪 - 祝小風 李欣 - 大姊 劉克勉 - 屠一郎 王佩韻 - 潘如煙 蘇炳憲 - 沈公子 劉婉慈 - 鐵娃 唐豐 - 阿忠 鄭律嘉 - 毒蠍子 尤國棟 - 三山國王 應曉薇 - 觀世音 李家珍 - 馬花 龔淑惠 - 阿金 童毅軍 - 沙皮林 賴霈鈴 方茂煜 - 蠻牛 |

## 主題曲

### 片頭曲
| 歌曲名稱 | 作詞 | 作曲 | 主唱 | 播出集數 |
| 月光華華 | 黃安 | 黃安 | 黃安 | 全劇     |

### 廣告插曲
| 歌曲名稱 | 作詞 | 作曲 | 主唱 | 播出集數 |
| 先知     | 黃安 | 黃安 | 黃安 | 全劇     |

### 插曲
| 歌曲名稱     | 作詞 | 作曲 | 主唱                | 播出集數  |
| 帶子郎       | 黃安 | 黃安 | 黃安                | 第1集     |
| 帶子郎       | 黃安 | 黃安 | 童聲:黃思嘉、黃子安 | 第1集     |
| 傳燈(心經版) | 黃安 | 黃安 | 黃安                | 第8、13集 |
| 先知         | 黃安 | 黃安 | 黃安                | 第8集     |

### 片尾曲
| 歌曲名稱     | 作詞   | 作曲   | 主唱         | 播出集數 |
| 今晚我要唱歌 | 阿弟仔 | 阿弟仔 | 江蕙、任賢齊 | 全劇     |

## 作品的變遷
| 臺灣 台灣電視公司 八點檔 | 臺灣 台灣電視公司 八點檔 | 臺灣 台灣電視公司 八點檔 |
| ------------------------ | ------------------------ | ------------------------ |
|                          | 神仙動員令               |                          |
| 雍正大帝                 | 台灣本色                 |                          |

## 資料來源
- 台視影音《神仙動員令》 （页面存档备份，存于）